# Русский язык в Кыргызстане
Русский язык в Кыргызстане — один из широко используемых языков в республике. По данным переписи 2009 года русский язык является третьим по числу носителей родным языком (после кыргызского и узбекского) в Кыргызстане и вторым по общему числу носителей языка. Русский язык, согласно статье 3 закона о государственном языке КР, имеет статус языка межнационального общения. Русский язык в стране наделён статусом официального. В Кыргызстане сохраняется возможность получения образования на русском языке на всех уровнях.

## История
Русский язык начал распространяться на территории современного Кыргызстана с середины XIX века, когда киргизские земли вошли в состав Российской империи. В Кыргызстане сохраняется образование на русском языке, преемущественно в северных регионах государства. В своей массе родители учащихся поддерживают обучение детей на русском, что позволяет говорить о сохраняющейся востребованности русского языка среди коренного населения.
Русский язык является родным языком для русского населения Кыргызстане, которое традиционно проживает преимущественно на севере страны, в первую очередь в Бишкеке и Чуйской области. В советский период в КиргССР русский язык помимо части киргизов стал родным для значительной части проживавших в республике украинцев, немцев и корейцев. Традиционно выступает как язык межкультурного общения с постсоветскими странами.

После обретения Кыргызстаном независимости прежняя политика русификации сменилась на политику восстановления позиций киргизского языка, однако русский язык всё ещё занимал значимую роль, а порой даже вытеснял государственный из общественной жизни страны.

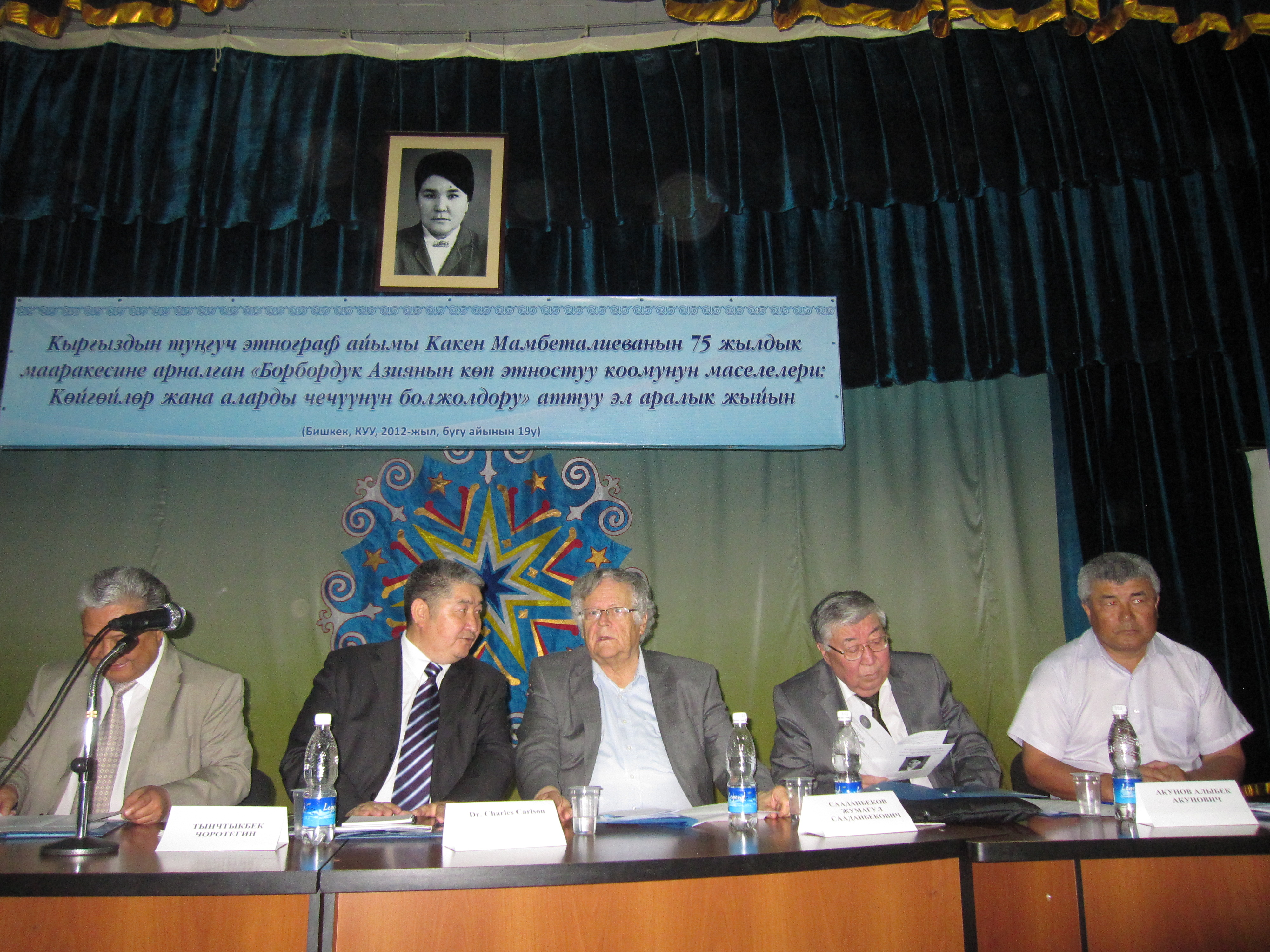
Конференция «Проблемы полиэтнического общества в Центральной Азии: Вызовы и возможные решения». Бишкек, КНУ, 19 мая 2012 года

На концеренции 2008 года при поддержке фонда «Русский мир» президент Ассоциации «Союз образовательных учреждений Кыргызстана» Г. Д. Ибрагимова отмечала, что русский язык теряет позиции и на это влияют миграционные процессы. Указывая, что из республики происходит мощный отток преемущественно русскоязычного населения, который можно разделить на две части, один в Бишкек, второй за пределы страны. Тем не менее, русским языком продолжают пользоваться в межнациональных контактах, а часто и как родным языком, представители более чем восьмидесяти этносов проживающих на территории Кыргызстана, в частности украинцы, корейцы, казахи, дунгане и др. в Чуйской области.
В то же время по данным исследования International Journal of Russian Studies 2016 года русский язык в Кыргызстане в частности в Бишкеке оставался основным языком, на котором в обычной жизни говорит большинство населения. Отмечается, что среди киргизских подростков особенно в Бишкеке высока (66 %) доля тех, для кого русский является единственным языком, в том числе среди подростков, являющихся этническими киргизами, эта доля составляет 55 %. Сельское население, прибывая в Бишкек, чаще начинает использовать русский язык вместо родного. Таким образом столица, как культурное, политическое и промышленное ядро Кыргызстана затормаживает развитие киргизского языка в угоду русскому.
В 2011 году президент Кыргызстана Роза Отунбаева предложила в перспективе перевести всё государственное начальное образование на киргизский язык. После этого в обществе началась дискуссия по языковому вопросу, временами приобретающая острый характер.
5 марта 2013 года и премьер-министр Кыргызстана Жанторо Сатыбалдиев подписал постановление № 114, одобренное парламентом Кыргызстана и президентом страны Алмазбеком Атамбаевым: «О мерах по обучению государственных и муниципальных служащих государственному языку и переводу делопроизводства на государственный язык».
Ряд СМИ, в том числе депутат парламента Кыргызстана Дастан Бекешев, обратились с критикой проекта опасаясь, что часть общества не сможет получать государственные услуги на русском языке. Однако правительство страны разъяснило, что все нормативно-правовые акты в изданиях и средствах массовой информации будут публиковаться как на государственном языке, так и на русском языке. А разница лишь в том, что во всех органах государственной власти делопроизводство будет вестись на кыргызском языке, а затем будет происходить перевод на русский, а не наоборот, как это было ранее.
В 2013 году в Оше были открыты курсы русского языка для будущих трудовых мигрантов. 
В 2023 году в Кыргызстане вышел закон, обязывающий госслужащих знать государственный язык.

## Материалы переписей
Согласно переписи населения в Кыргызстане 1999 года русский язык был родным для 14,7 % населения Кыргызстана. Как вторым языком им владело 1,534 млн человек или 31,8 % населения. Согласно данным переписи населения Кыргызстана 2009 года, русским языком как родным владели 482,243 человек, также в качестве второго языка общения использовали 2,109,393 человек, всего 2,591,636 человек или 48 % населения Кыргызстана.

## Экономические и социальные факторы

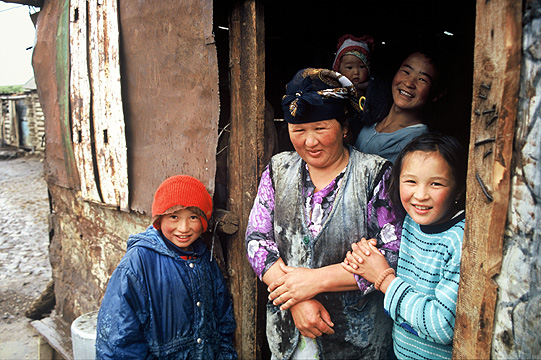
Горный район Кыргызстана, 2002 год

Косвенное влияние на распространение и состояние русского языка в Кыргызстане оказало падение жизненного уровня населения после распада СССР в 1991 году. Были нарушены производственные связи хозяйственных субъектов в промышленном и аграрном секторах экономики, что привело к остановке производства и в конечном итоге — к банкротству многих предприятий. Проведённая приватизация, сопровождавшаяся борьбой между различными политическими кланами, положения дел в экономике не исправила. В результате средств на социальные нужды, включая образование, из бюджета выделялось недостаточно. Во многих школах преподавание русского языка было урезано или прекращено. Перед многими киргизскими семьями, как и перед семьями из других стран СНГ, встала проблема выживания.
Однако, в результате увеличения трудовой миграции в Россию, всё большее количество этнических киргизов из удалённых регионов республики, где в школах русский язык преподаётся на низком уровне, записываются на курсы русского языка. Количество изучающих русский язык в зрелом возрасте растёт, и дефицит курсов русского языка испытывают преимущественно южные регионы республики, где высока доля трудовых мигрантов и молодёжи со слабым знанием русского языка. Это объясняется тем, что в России работало почти 700 тысяч граждан Кыргызстана, которые перечисляют домой значительные денежные средства. Так, только за первое полугодие 2012 года в Киргизию из России поступило около миллиарда долларов, что составило 16 % валового внутреннего продукта (ВВП) страны.

## В общественной сфере

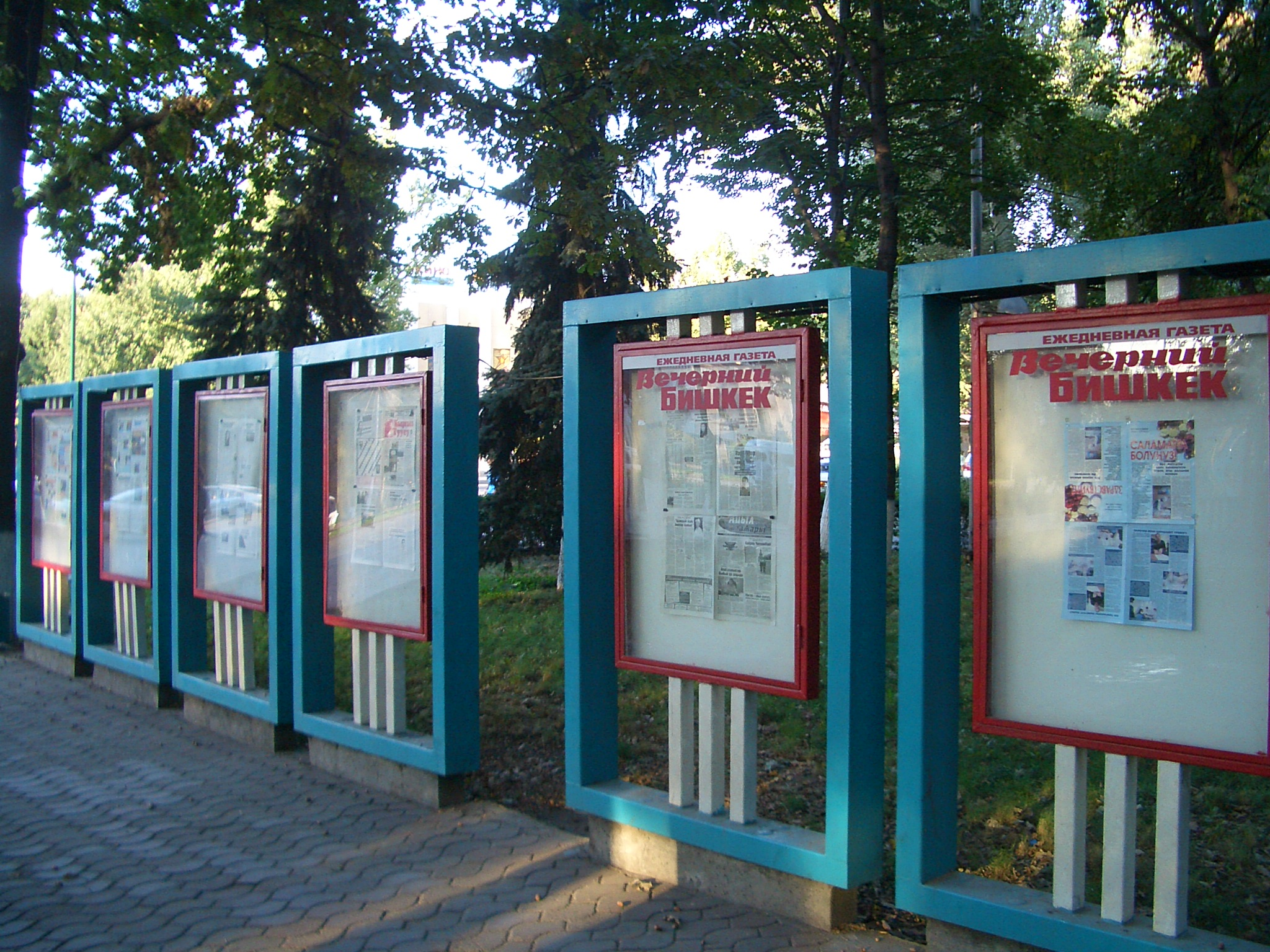
Газетные стенды в Бишкеке, 2007 год

С момента обретения независимости Кыргыстана в стране стал больше использоваться государственный язык в сфере делопроизводства и администрации. В то же время русский язык сохранил свои позиции в экономической и общественной жизни страны, в которых он остаётся наиболее востребованным, в первую очередь это касается СМИ и книгоиздания. Особенность русскоязычия Кыргызстана заключается в том, что большинство людей говорящих по-русски в современном Кыргызстане, этническими русскими не являются. Чаще всего это двуязычные киргизы, зачастую владеющие русским как родным языком, а также представители других народов проживающих в контакте с русскими, преимущественно в Чуйской области и некоторых городах северных областей (узбеки, дунгане, украинцы, корейцы, калмыки, уйгуры, таджики, турки, курды, ингуши и проч).
Также жители республики русским языком пользуются и в интернете, так согласно статистическим данным, русскоязычный раздел является самым популярным разделом Википедии в Кыргызстане: с 2009 по 2013 годы её доля среди разделов на других языках возросла с 69,2 % до 80,7 %.
В обществе не раз поднимался вопрос как на русском языке следует писать название страны и этноса. Так, в 2003 году в суде рассматривался иск, по которому житель требовал от русскоязычной газеты «Дело N» писать название государства и представителей нации согласно конституции: «Кыргызская Республика» и «кыргыз». Однако суд отнёс вопрос исключительно к области лингвистических споров.
По данным исследования 2016 года в общественной жизни Бишкека преобладал русский язык, и жители из других регионов по приезде в столицу были вынуждены переходить на русский язык.

### «Русский мир» в Кыргызстане
К 2013 году российский фонд «Русский мир» открыл три центра в Кыргызстане. На их базе организованы курсы русского языка. Помимо этого фонд реализует грантовые программы по поддержке русскоязычных СМИ, организовывает повышение квалификации преподавателей-русистов и обеспечивает их учебной и методической литературой, а также проводит праздники и фестивали, связанные с памятными датами в истории русской культуры.

## В системе образования

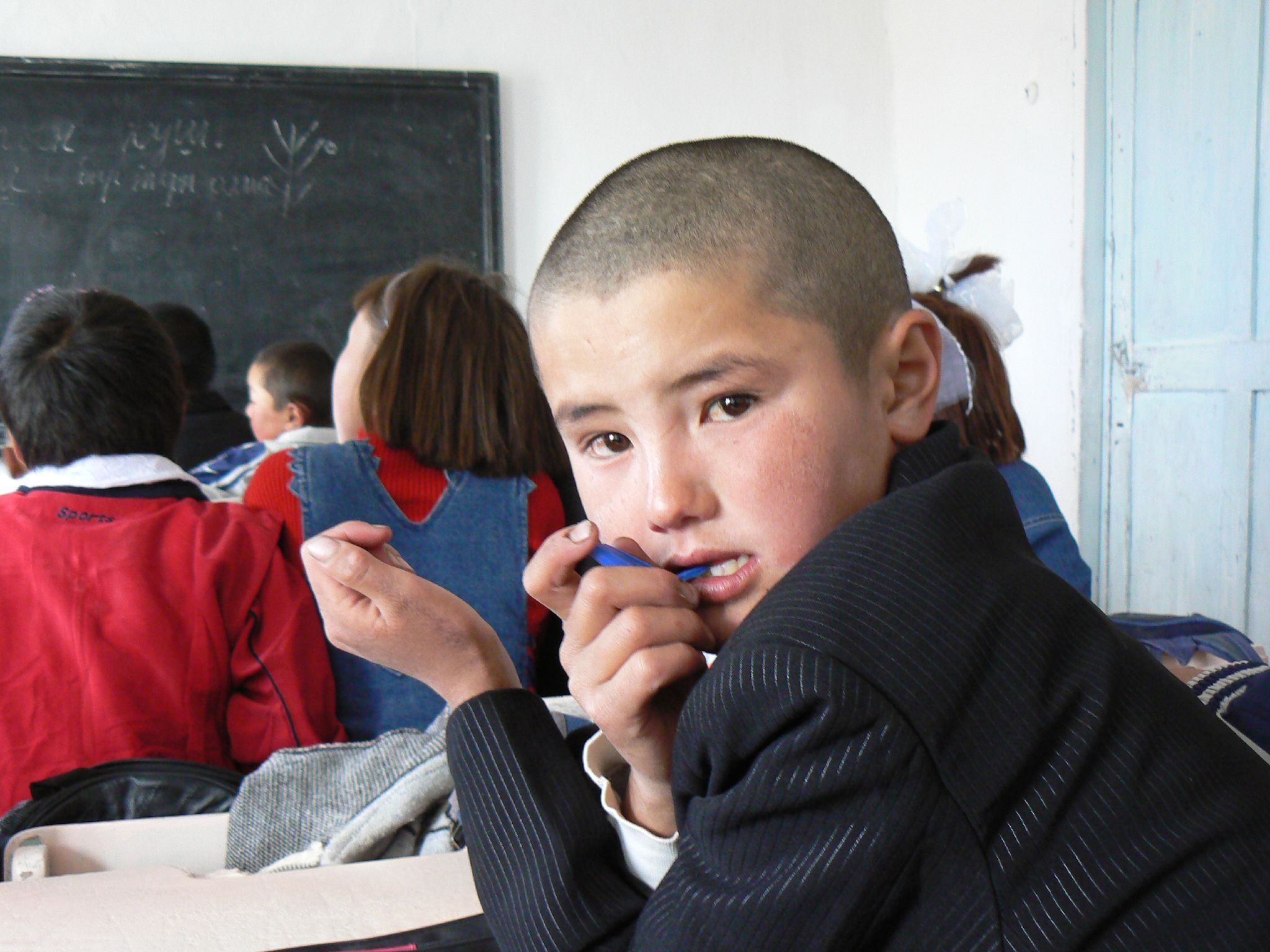
Урок в киргизской школе, 2006 год

Русский язык занимает важное место в системе образования республики. Со второй половины 1990-х годов большинство обучающихся на русском детей не являются этническими русскими. Несмотря на это, количество школ с русским языком обучения в республике увеличилось со 143 в 2002 году до 203 в 2012 году. В 2013 году русскоязычные школы составляют 9,14 % от общего числа средних школ республики. По данным Тынаркана Мамбеткожоева на 2018 год русскоязыное обучение преобладало на дошкольной (65 %) и высшей (до 90 %) ступенях, при этом среднее образование на русском языке получало 17,9 % учащихся. Также растёт и количество смешанных школ, то есть тех, где имеются русскоязычные классы или преподаются отдельные предметы на русском языке. Таким образом, каждый четвёртый ребёнок в Кыргызстане полностью или частично получает школьное образование на русском языке.

## Официальный статус
В соответствии со ст. 10 ныне действующей Конституции Киргизской Республики 2010 года русский язык имеет в Кыргызстане статус официального языка. В 1995 году с этим предложением впервые выступил президент страны Аскар Акаев. Однако тогда его идея не была поддержана Парламентом. В мае 2000 года инициатива главы государства была принята в законе «Об официальном (русском) языке Киргизской Республики». Благодаря ему в смешанных рабочих коллективах стало можно использовать русский язык. Годом спустя статус официального был закреплён за русским языком в Конституции Кыргызстана. Кыргызстан является одной из стран СНГ, где русский язык имеет законодательно зафиксированный официальный статус, и большинство употребляющего его в бытовых и профессиональных целях населения Кыргызстана считает целесообразным этот статус поддерживать. Благодаря принятию закона о русском языке как официальном удалось сбить сильные иммиграционные настроения среди русскоязычных граждан. В 2013 году вступили в силу изменения в законах о государственном и официальном языках, согласно которым нормативные правовые акты органов местного самоуправления в большинстве муниципалитетов принимаются только на киргизском.
Для прояснения вопроса об отношении к русскому языку Центр изучения общественного мнения «Эл-Пикир» совместно с фондом развития «Институт евразийских исследований» провёл в 2006 году социологический опрос населения Кыргызстана. Респондентам задавался вопрос, как они относятся к гипотетическому лишению русского языка официального статуса. По полученным результатам по состоянию на 2006 год: полностью поддерживало — 3,7 % населения, скорее поддерживало — 11,8 %, скорее не поддерживало — 26,6 %, совершенно не поддерживало — 57,1 %, затруднилось ответить — 0,7 %. Таким образом, большинство населения Кыргызстана в той или иной форме высказалось за сохранение за русским языком его функции официального языка. Согласно оценкам в прессе на 2013 год в Кыргызстана русским языком владеют от 50 % до 80 % населения.
В 2020 году в рамках конституционной реформы предлагалось лишить русский язык статуса официального. Однако это решение не было принято.